# Vůz Bmto292 ČD
Vozy Bmto292, číslované v intervalu 50 54 26-18, původně označené československým národním označením Bap, v 80. a 90. letech označené Bmo, jsou řadou patrových velkoprostorových osobních vozů druhé třídy z vozového parku Českých drah. Všechny tyto vozy (101–150) vyrobila v roce 1976 vagónka Waggonbau Görlitz pro tehdejší Československé státní dráhy. Všechny vozy po rozdělení Československa připadly Českým drahám. Většina vozů byla po roce 2000 modernizována a přeznačena.

## Vznik řady

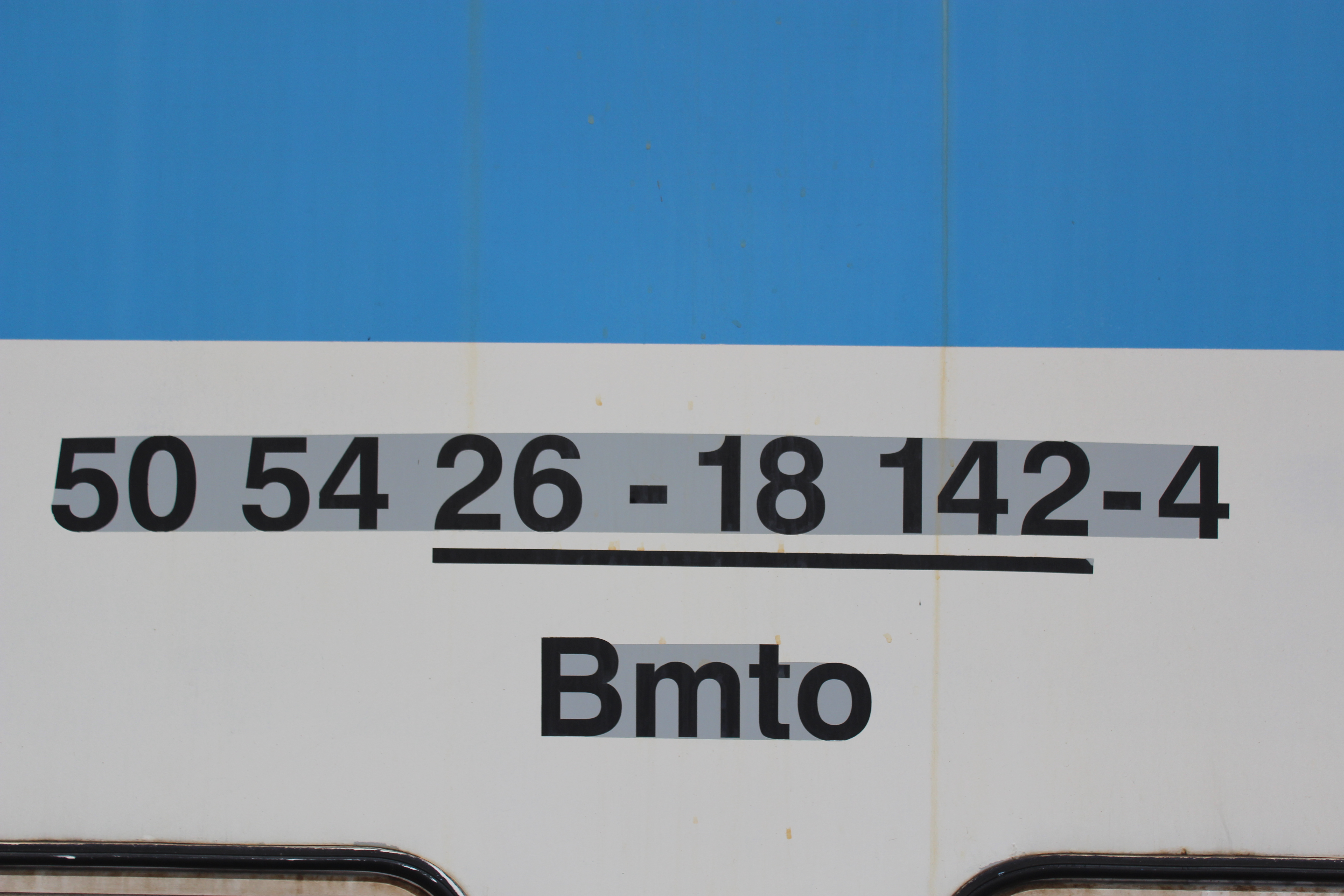
Označení železničního vozu Bmto na trati Praha–Čerčany

Na počátku 70. let se projevovaly nevýhody patrových jednotek Btjo, které na obloukovitých tratích často vykolejovaly (měly třínápravové Jakobsovy podvozky). Proto si Československé státní dráhy objednaly pro provoz na tzv. Posázavském Pacifiku, trati Praha–Čerčany, celkem 50 samostatných patrových vozů s obvyklými dvounápravovými podvozky. Všechny vozy byly vyrobeny ve vagónce Waggonbau Gorlitz, která měla již zkušenosti s výrobou obdobných vozů pro Deutsche Reichsbahn.

## Technické informace
Jsou to neklimatizované patrové vozy o délce 26 800 mm. Jejich maximální povolená rychlost je 100 km/h. Mají podvozky Görlitz VI K se špalíkovou brzdou DAKO-P.
Vozy mají dvoukřídlé vnější nástupní dveře ovládané madlem. Široké dveře v kombinaci s nízkopodlažností v dolním patře vozy umožňují snadnou přepravu tělesně postižených (ale nemají patřičně přizpůsobené WC), dětských kočárků a jízdních kol. Okna v dolním patře jsou výklopná dovnitř v horní třetině, okna v horním patře jsou v dolní třetině vytahovací směrem nahoru.
Vozy mají sedačky potažené zelenou nebo červenou koženkou a poskytují celkem 126 míst převážně v příčném uspořádání 2 + 2. V dopravní špičce je cestujícím k dispozici až 212 míst ke stání.
Při výrobě bylo do vozů osazeno kombinované teplovzdušné elektrické a parní topení. Po ukončení pravidelného provozu parní trakce bylo parní topení postupně odebíráno, a tak ve vozech zůstalo jen elektrické topení o výkonu 40 kW, které může být napájeno pouze stejnosměrným napětím o hodnotě 3 000 V. Pro zásobování vozů elektrickou energií jsou použity nápravové generátory. Provozní osvětlení vozů je zářivkové, nouzové a vedlejší žárovkové.
Původní nátěr vozů byl tmavomodrý s šedou střechou. Později byly vozy přelakovány do světlejšího odstínu modré, s šedou střechou a dveřmi. Další nátěr v chronologickém pořadí byl šedý se širokým modrým pruhem pod a nad dolními okny a s červenými dveřmi. V tomto nátěru jezdí tyto vozy dodnes.

## Modernizace
V roce 2001 byl vůz č. 124 zmodernizován na řadu Bmteeo290. Předmětem modernizace bylo dosazení centrálního zdroje energie (CZE), oprava WC, přečalounění sedaček látkovým potahem, nový mechanizmus zavírání dveří apod.
Od roku 2008 probíhalo u některých vozů přečalounění sedadel textilním potahem.
Roku 2009 byly tři vozy opraveny a přeznačeny na řadu Bmteeo293. Rozsah modernizace byl podobný jako u vozu řady Bmteeo290. Mimo to byly upraveny dveře vozů, které jsou u těchto vozů ovládány tlačítky. Tlačítky je ovládáno i vodní zařízení na WC.
V rozmezí let 2010–2011 byly modernizovány všechny vozy řad Bmteeo290, Bmteeo293 a 12 vozů Bmto292 na novou řadu Bdmteeo294. Ve vozech byl mimo výše zmíněného ještě kompletně zrenovován interiér.
V únoru 2015 bylo uveřejněno oznámení o zakázce a v lednu 2016 oznámení o zadání zakázky na modernizaci 12 vozů řady Bmto292 na řadu Bdmteeo296, které budou nasazeny do pražské příměstské dopravy spolu s řídicími vozy upravenými z řady Bfhpvee295. Vítězem soutěže se stala společnost Pars nova Šumperk. Na modernizaci do Šumperka začaly vozy najíždět od 10. března 2016 a v roce 2017 byly nasazeny do pravidelného provozu.

## Provoz

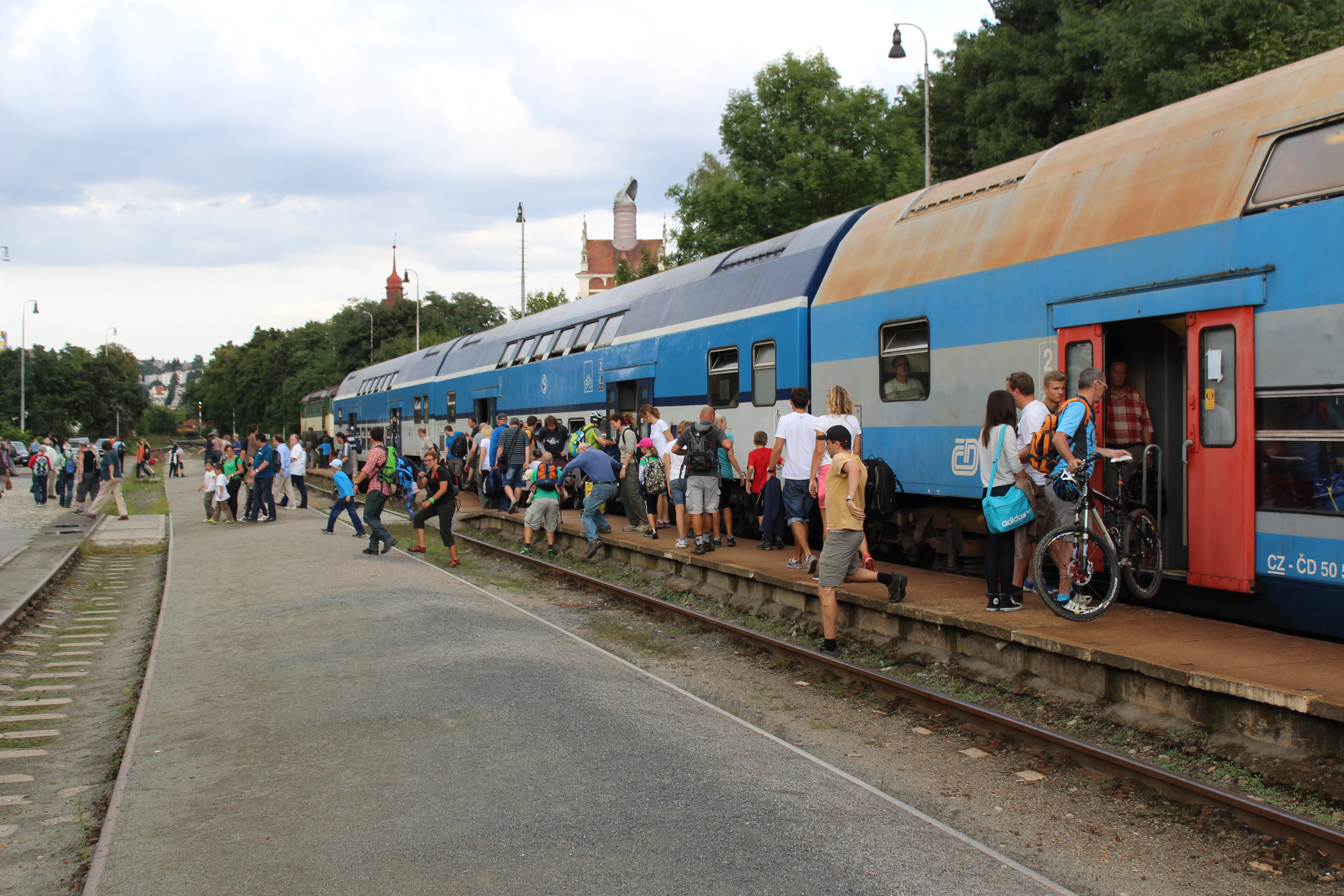
Bmto na nádraží Praha Braník se vrací z trati Posázavského Pacifiku (30. 8. 2014). První a druhý vůz má korporátní nátěr ČD najbrt.

Vozy se od počátku provozu vyskytovaly nejčastěji na tzv. „Posázavském Pacifiku“, a to na trati Praha–Čerčany, řazeny ve vlacích za lokomotivami 751, později 749. Vozy byly často odstavovány pro různé závady a dokonce se uvažovalo o jejich prodeji do Německé demokratické republiky, ale nenašel se zájemce na jejich odkup.

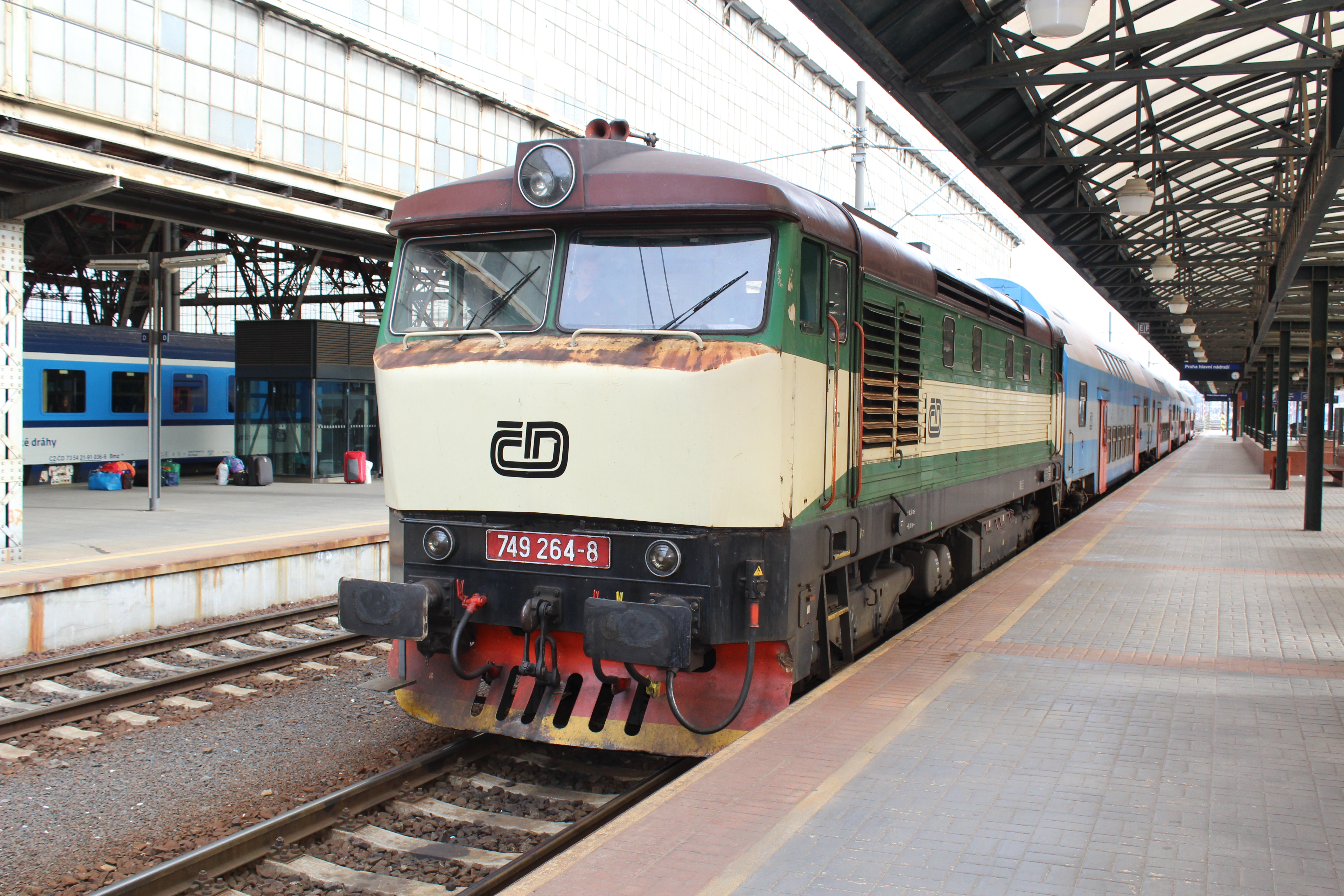
Zamračená 749 264 – 8 v čele vlaku osobních vozů Bmto na trati Hlavní nádraží – Čerčany 23. 8. 2014.

Několik vozů bylo po úpravě zapojení elektrických topnic provozováno i na trati Rybník – Lipno nad Vltavou.
Vyskytovaly se i na osobních vlacích mezi Kolínem a Havlíčkovým Brodem, než byly nahrazeny svými modernizovanými verzemi.
Na trati Praha–Čerčany vozy dojezdily v roce 2016. Od listopadu téhož roku jsou nahrazeny svou modernizovanou verzí Bdmteeo296.
V roce 2024 je v provozu poslední vůz č. 130, který se vyskytuje jako záložní v Jihočeském kraji. Vůz č. 109 je odstaven.

### Zrušené vozy
Celkem bylo zrušeno 20 vozů.

## Odvozené typy
V Polsku u společnosti PKP jezdí podobné vozy pod označením Bdhpumn. Dodány byly v letech 1989–1990. Deponovány byly v depech Wrocław, Poznaň, Katowice, Hajnówka (později by převeden do depa Czeremcha) a Racibórz. Zpočátku sloužily na neelektrizovaných, později i elektrizovaných tratích. V současné době jezdí v letní sezóně podél pobřeží Baltského moře na vlacích Gdynia – Hel.

## Fotogalerie

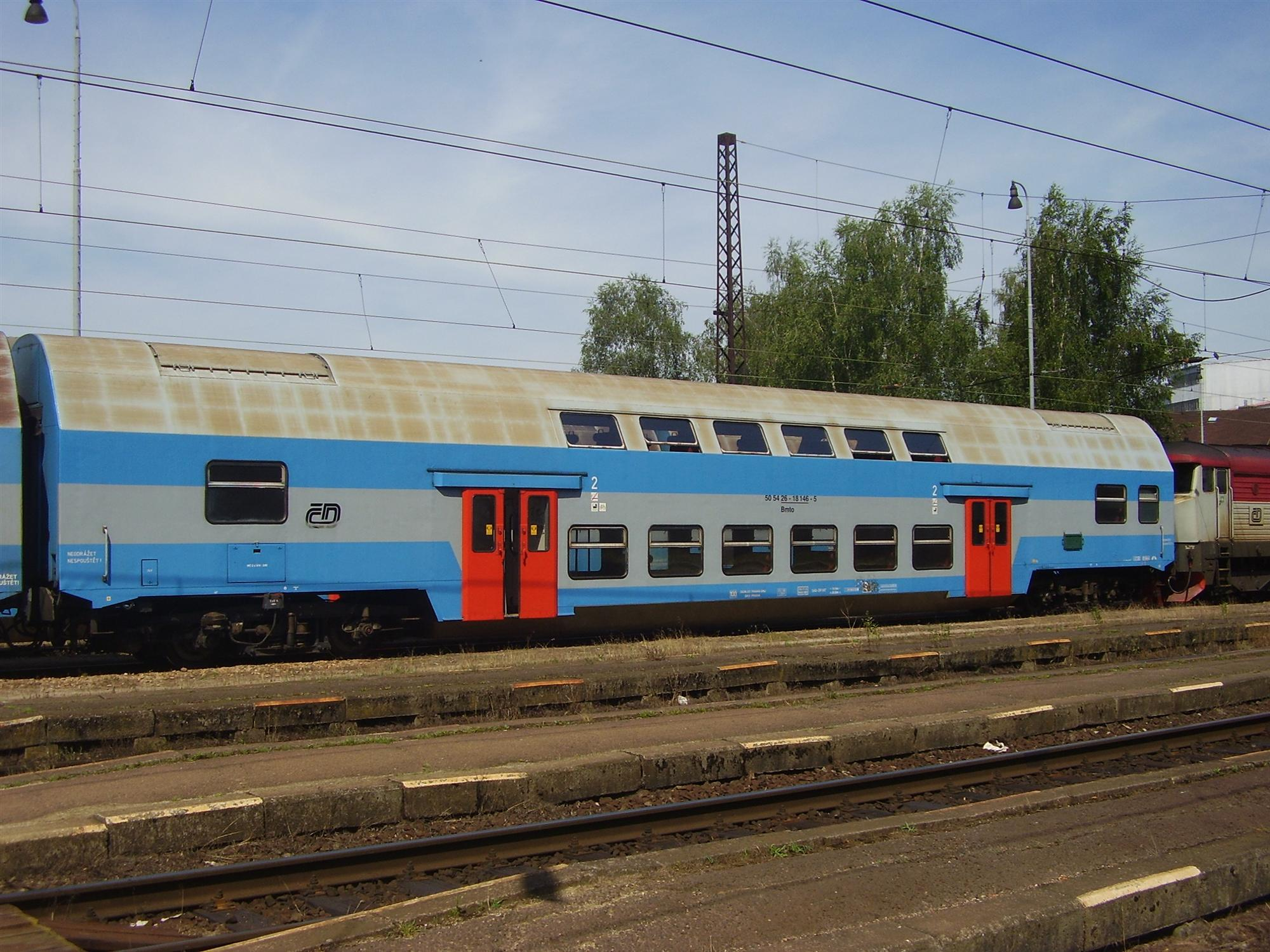
Vůz Bmto292 v Čerčanech
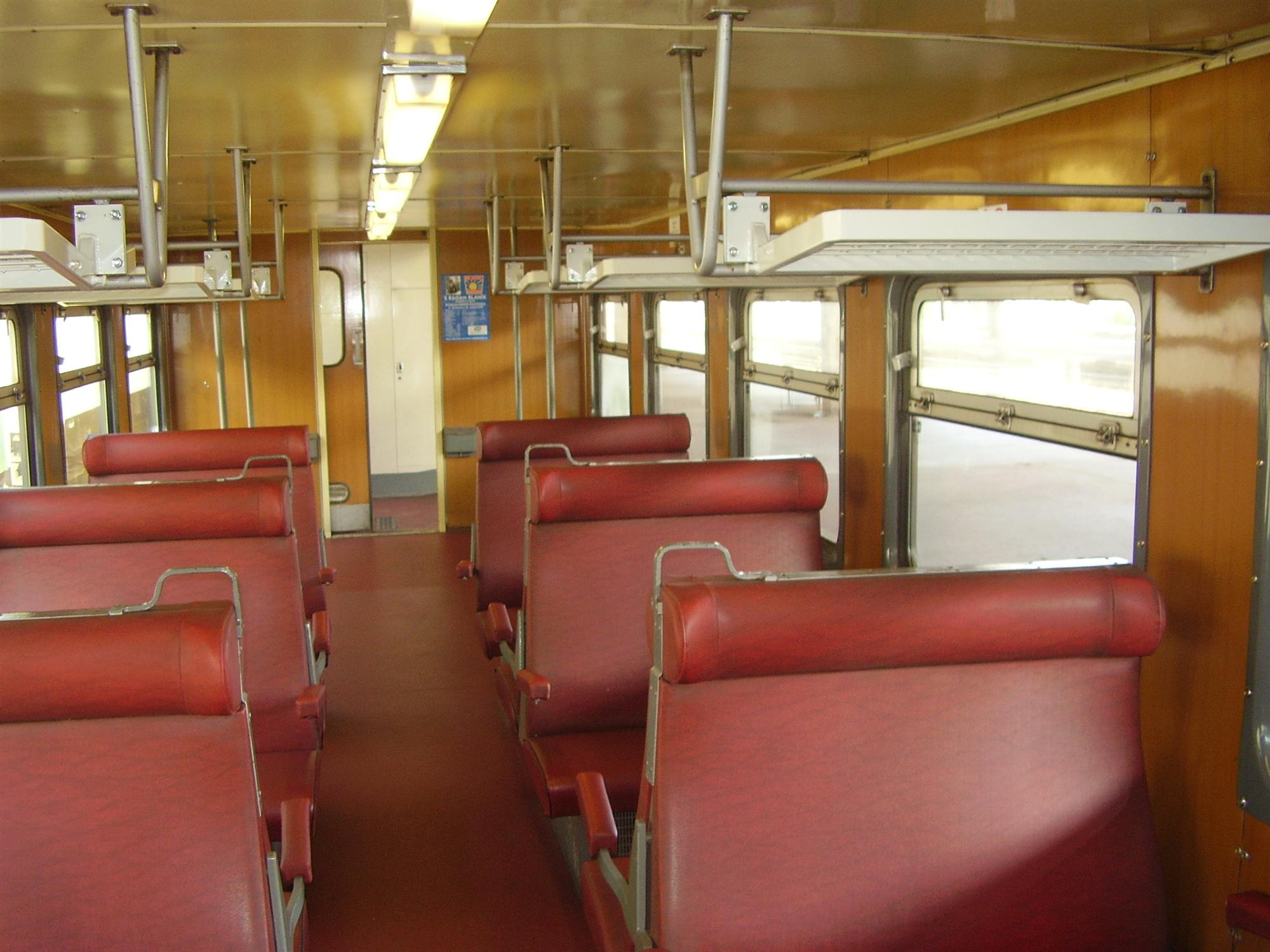
Interiér vozu v dolním patře
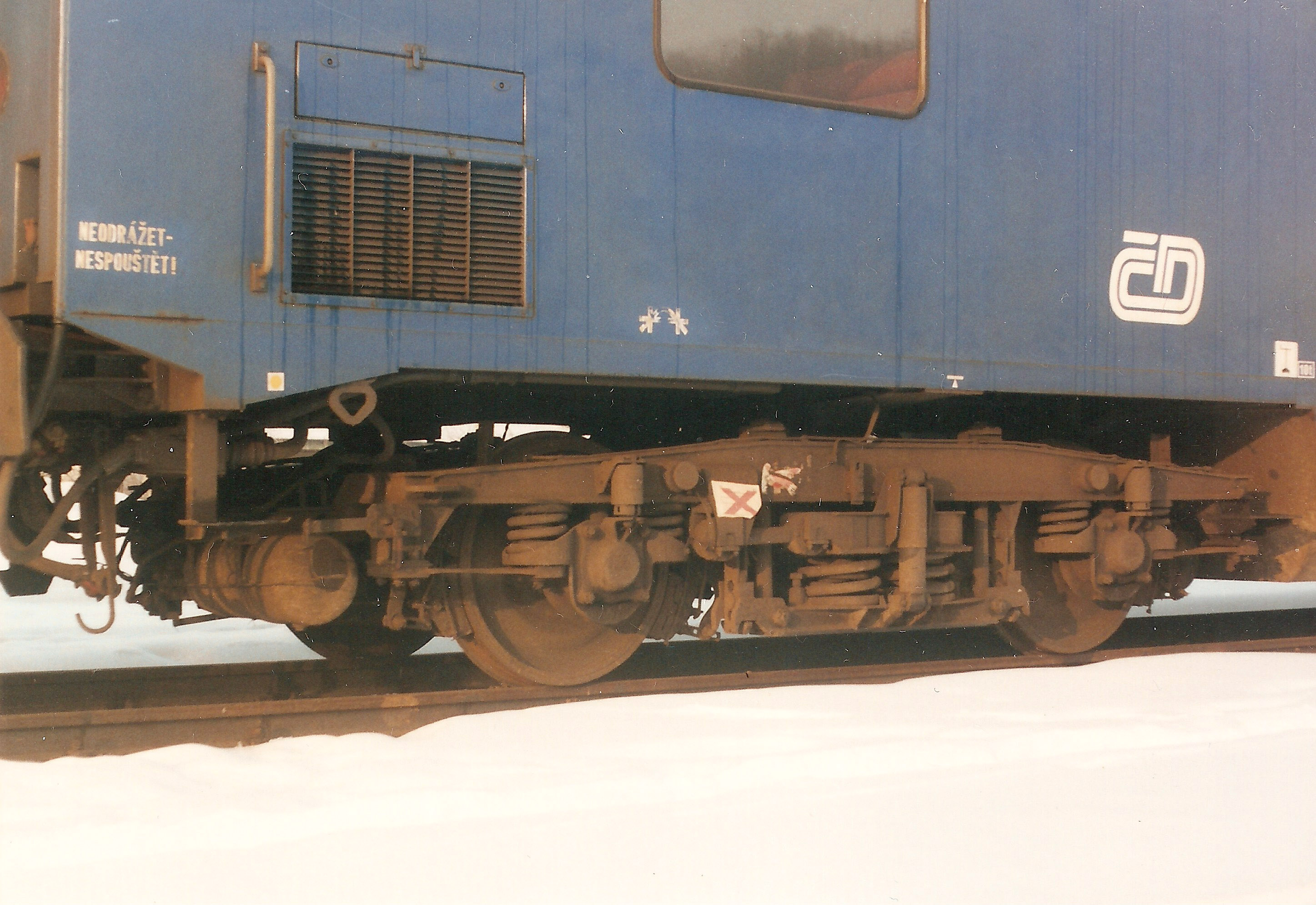
Podvozek
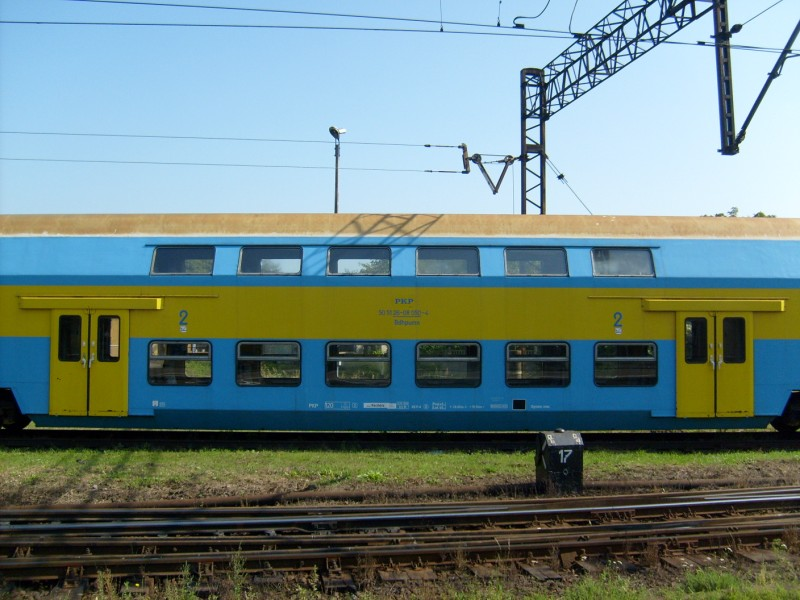
Vůz Bdhpumn společnosti PKP